# Xicotencatl I
Xicotencatl I, o Xicotencatl il Vecchio (ca. 11 Casa (1425) – 1522 4 Coniglio ca. ), è stato un tlatoani (regnante) di Tizatlan, un altepetl Nahua della confederazione precolombiana di Tlaxcala (stato Nahua), nell'odierno Messico.
Il suo nome nahuatl, pronunciato ʃiːkoʔˈteːŋkatɬ, viene a volte scritto Xicohtencatl. Nel 1519 fu battezzato col nome di Lorenzo Xicotencatl. Al tempo della conquista spagnola era molto vecchio e malato. Lo storico di Tlaxcala Diego Muñoz Camargo scrisse di lui dicendo che aveva oltre 120 anni, e che poteva vedere Cortés solo se qualcuno gli sollevava le palpebre. Disse anche che aveva 500 tra mogli e concubine, e di conseguenza innumerevoli figli.

## Poesia
Si conosce un canto o poema attribuito a Xicotencatl. È stato chiamato Cantares Mexicanos (57v.–58r.), una collezione di canti in nahuatl scritti probabilmente negli ultimi 30 anni del XVI secolo da Bernardino de Sahagún, incentrati sulle guerre dei fiori svoltesi tra Tlaxcala e gli stati della Triplice alleanza azteca.